# Nesselgifte
Als Nesselgifte werden sowohl Toxine aus den Nesselzellen der Nesseltiere (Cnidaria) als auch solche von Raupen (z. B. der Eichen-Prozessionsspinner) und Pflanzen der Gattung der Brennnesseln (Urtica) bezeichnet.
Trotz ihrer Weichheit sind Nesseltiere Angreifern nicht völlig wehrlos ausgeliefert. Vielmehr nutzen sie sogar Gift, um sich mit Nahrung zu versorgen. Sie produzieren große Mengen Allomone, die sowohl Warnung als auch tatsächliche Schädigung des feindlichen Organismus verursachen. Es handelt sich meist um Proteine, insbesondere Enzyme wie Phospholipasen A2 und Cytolysine aus der Familie der Actinoporine, sowie ionenkanalhemmende Neurotoxine. Letztere wirken in der Hauptsache auf das Nervensystem, wo sie die Bildung von Aktionspotentialen unterbinden und so einen Krampf und Lähmungserscheinungen verursachen. In extremen Konzentrationen kann dies zu Atem- oder Herzstillstand führen.